# Isak Wattrangius
Isak Johannis Wattrangius, född 1628 i Södertälje socken, död där 18 maj 1686, var en svensk präst och riksdagsman.
Han var son till häradsprosten Johannes Wattrangius (död 1652) och Brita Mikaelsdotter Roslagia (1595-1667) som var dotter till kaplanen Mikael Laurentii Roslagius (död 1618) samt gift med Emerentia Welshuysen. Paret fick sonen protonotarien Johan Wattrang (1668-1706) Han var bror till häradshövdingen Johan Wattrang (1619-1680), livmedikusen Zakarias Wattrang (1620-1687) och revisionssekreteraren Jakob Wattrang
(1630-1698).
Wattrang blev student vid Uppsala universitet 1643 och filosofie magister där 1652, han var därefter student vid Rostocks universitet 1655 och prästvigdes efter hemkomsten till Sverige 1657. Han var lektor i Strängnäs 1659, och blev rektor där 1664. Han utnämndes till kyrkoherde i Södertälje stadsförsamling 1667 och blev kontraktsprost i Södertälje kontrakt 1668 samt preses vid prästmötet 1670. Han var ledamot av riksdagen 1672 och 1682.